# Капустинська сільська рада (Збаразький район)
Капу́стинська сільська́ ра́да — адміністративно-територіальна одиниця та орган місцевого самоврядування у Збаразькому районі Тернопільської області. Адміністративний центр — село Капустинці.

## Загальні відомості
Капустинська сільська рада утворена в 1940 році.
- Територія ради: 18,76 км²
- Населення ради: 573 особи (станом на 2001 рік)
- Територією ради протікає річка Гнізна

## Населені пункти
Сільській раді були підпорядковані населені пункти:
- с. Капустинці
- с. Зарудечко
- с. Капустинський Ліс
- с. Мусорівці

## Склад ради
Рада складалася з 14 депутатів та голови.
- Голова ради: Гарматюк Іван Андрійович
- Секретар ради: Драпала Марія Степанівна

### Керівний склад попередніх скликань
| Прізвище, ім'я, по батькові | Основні відомості                                                                                              | Дата обрання | Дата звільнення |
| --------------------------- | --- | ------------ | --------------- |
| Гарматюк Іван Андрійович    | Сільський голова, 1968 року народження, освіта середня загальна, безпартійний                                  | 26.03.2006   | 31.10.2010      |
| Гарматюк Іван Андрійович    | Сільський голова, 1968 року народження, освіта середня загальна, член Всеукраїнського об'єднання «Батьківщина» | 31.10.2010   |                 |

Примітка: таблиця складена за даними сайту Верховної Ради України

### Депутати
За результатами місцевих виборів 2010 року депутатами ради стали:

#### За суб'єктами висування
| Суб'єкт висування | Кількість обраних депутатів | %   |
| ----------------- | --------------------------- | --- |
| Самовисування     | 14                          | 100 |

#### За округами
| № округу | Прізвище, ім'я, по батькові   | Дата визнання обраним | Освіта           | Партійна приналежність | Відомості про обраного депутата             |
| -------- | ----------------------------- | --------------------- | ---------------- | ---------------------- | ------------------------------------------- |
| 1        | Процик Валерій Збігневич      | 03.11.2010            | середня          | позапартійний          | ПП «Графіт», тракторист                     |
| 2        | Гарматюк Андрій Іванович      | 03.11.2010            | незакінчена вища | позапартійний          | тимчасово не працює                         |
| 3        | Драпала Марія Степанівна      | 03.11.2010            | вища             | позапартійна           | Капустинецька с.р., секретар                |
| 4        | Огінський Анатолій Іванович   | 03.11.2010            | вища             | позапартійний          | тимчасово не працює                         |
| 5        | Стахів Світлана Михайлівна    | 03.11.2010            | середня          | позапартійна           | тимчасово не працює                         |
| 6        | Чичота Володимир Дмитрович    | 03.11.2010            | середня          | позапартійний          | ПП «Графіт», сторож                         |
| 7        | Грень Ростислав Володимирович | 03.11.2010            | середня          | позапартійний          | тимчасово не працює                         |
| 8        | Герас Микола Володимирович    | 03.11.2010            | середня          | позапартійний          | студент                                     |
| 9        | Бурдель Галина Миколаївна     | 03.11.2010            | середня          | позапартійна           | Пошта, листоноша                            |
| 10       | Фейцарук Ніна Федорівна       | 03.11.2010            | вища             | позапартійна           | Капустинецька с.р., бухгалтер               |
| 11       | Зух Сергій Сергійович         | 03.11.2010            | середня          | позапартійний          | студент                                     |
| 12       | Зух Надія Петрівна            | 03.11.2010            | вища             | позапартійна           | м. Тернопіль, медсестра                     |
| 13       | Смик Марія Григорівна         | 03.11.2010            | вища             | позапартійна           | ТОВ «Теркурій», вязальниця                  |
| 14       | Милян Людмила Василівна       | 03.11.2010            | вища             | позапартійна           | фельдшерсько-акушерський пункт, завідувачка |